# Stutagölen (naturreservat)
Stutagölen är ett naturreservat i Ydre kommun i Östergötlands län.
Området är naturskyddat sedan 2011 och är 33 hektar stort. Reservatet omfattar ett kuperat skogslandskap strax söder om Stutagölen. Reservatet består av barrblandskogar med tallskogsdominerade höjder. 